# Roberto Matute Puras
Roberto Matute Puras (n. San Asensio, La Rioja, España; 26 de agosto de 1972) fue un futbolista español que se desempeñaba como delantero.

## Clubes
| Club                   | País   | Año         |
| ---------------------- | ------ | ----------- |
| CD Logroñés            | España | 1992 - 1996 |
| Burgos CF              | España | 1999 - 2000 |
| Atlètico Gramenet      | España | 2000 - 2003 |
| Recreación de La Rioja | España | 2003 - 2004 |